# Districtul Vibhavadi
Vibhavadi (în thailandeză วิภาวดี) este un district (Amphoe) din provincia Surat Thani, Thailanda, cu o populație de 15.125 de locuitori și o suprafață de 543,5 km².

## Componență
1. ↑  Announcement of the Ministry of Interior on the creation of Vibhavadi minor district (PDF)
2. ↑   http://service.nso.go.th/nso/search/show_picture_main.jsp?id_book=0000015450&index_=25 Lipsește sau este vid: |title= (ajutor)